# Nardophyllum armatum
Nardophyllum armatum là một loài thực vật có hoa trong họ Cúc. Loài này được (Wedd.) Reiche mô tả khoa học đầu tiên năm 1901.